# Orhan Onuk
Orhan Onuk (* 27. April 1984 in Tavşanlı) ist ein türkischer Fußballspieler.

## Karriere
Onuk begann mit dem Vereinsfußball in der Jugend von Tavşanlı Gençlikspor und wechselte 2004 in die Jugend von TKİ Tavşanlı Linyitspor. 2007 wurde er mit einem Profivertrag in den Profikader aufgenommen. Bis zum Saisonende absolvierte er 26 Viertligabegegnungen. Mit Linyitspor gelang ihm im Sommer 2009 der Aufstieg in die TFF 2. Lig. Mit diesem bisher unbekannten Verein wurde Onuk im Sommer 2010 auch noch Play-off-Sieger der TFF 2. Lig und erreichte den Aufstieg in die zweithöchste türkische Liga, in die TFF 1. Lig. 
Nach diesem Erfolg wurde er an dan Amateurverein Turgutreis Belediyespor abgegeben. Nach einer Saison für diesen Verein wechselte er zu Ardeşenspor.
Zum Frühjahr 2012 kehrte er zu Tavşanlı Linyitspor zurück. Da Onuk hier kein Einsatz bei den Profis bekam, wurde der Vertrag nach der Hinrunde der Saison 2012/13 aufgelöst.

## Erfolge
- Mit TKİ Tavşanlı Linyitspor:
  - Aufstieg in die TFF 1. Lig: 2008/09
  - Play-off-Sieger der TFF 2. Lig: 2009/10
  - Aufstieg in die TFF 1. Lig: 2009/10